# بخش ایتیوند
بخش ایتیوندشهرستان دلفان در استان لرستان ایران است.